# Robert Jonquet
Robert Jonquet (3 de maig de 1925 - 18 de desembre de 2008) fou un futbolista francès. Com a jugador destacà a l'Stade de Reims de la dècada de 1950. Un cop retirat fou entrenador.
Va jugar com a titular la final de la Copa d'Europa de 1956, que l'Stade de Reims va perdre contra el Madrid 4-3 a i que inauguraría una ratxa de cinc victòries consecutives dels madrilenys en aquesta competició. També va jugar com a titular la final de la Copa d'Europa de 1959, que l'Stade de Reims va perdre contra el Reial Madrid al Neckarstadion de Stuttgart, i que suposà la quarta Copa d'Europa consecutiva per als blancs.

## Selecció de França
Va formar part de l'equip francès a la Copa del Món de 1954 i a la 1958.

## Palmarès
Stade Reims
- Ligue 1: 1949, 1953, 1955, 1958, 1960
- Coupe de France: 1950, 1958
- Trophée des Champions: 1955, 1958, 1960
- Copa Llatina: 1953